# شاين ليغ
شاين ليغ (بالإنجليزية: Shane Legg)‏ هو باحث تعليم الآلة، ومؤسس شركة أوبن مايند تكنولوجيز، والتي استحوذت عليها جوجل في عام 2014.

## حياته العلمية
أنهى شاين ليغ تعليمه الثانوي في مدرسة بحيرات روتورو. وأكمل درجة الدكتوراه بالعمل على نماذج نظرية لآلات فائقة الذكاء (AIXI) مع البروفيسور ماركوس هوتر. أنهى أطروحة الدكتوراه بعنوان (آلات فائقة الذكاء) عام 2008. وقال أنه حصل على جائزة قدرها 10,000 دولار من معهد التفرد الكندي للذكاء الصناعي (بالإنجليزية: Canadian Singularity Institute for Artificial Intelligence)‏.